# 晝間仲右衛門
晝間 仲右衛門（ひるま なかうえもん、1915年（大正4年）1月21日 - 1997年（平成9年）1月18日）は、日本の政治家。埼玉県鳩ヶ谷市（現・川口市）長（6期）。

## 来歴
埼玉県出身。1932年、埼玉県立浦和中学校（現・埼玉県立浦和高等学校）卒。1954年、鳩ヶ谷町議会議員となり、2期務める。1966年、鳩ヶ谷町長に当選。翌1967年、鳩ヶ谷町の市制施行により鳩ヶ谷市長となる。市長を6期務め、1990年に退任した。1997年に死去した。

## 栄典
- 1990年 - 勲三等瑞宝章

## 著書
- 『続・鳩ヶ谷市長日記』ぎょうせい、1986年。